# Paz de Núremberg
Paz de Núremberg o Tregua de Núremberg es el nombre del acuerdo o tratado de paz que se firmó en Núremberg en mayo de 1532 entre los bandos católico y protestante enfrentados durante la Reforma en Alemania. Fue consecuencia de la Dieta Imperial celebrada en Ratisbona en ese mismo año, con el fin de conservar la paz y la concordia pública en el Imperio.
Comprometido por las guerras habsburgo-otomanas en los territorios austriacos y húngaros gobernados por su hermano Fernando I de Habsburgo (que acababa de ser designado en enero de 1531 Rey de Romanos, es decir, sucesor al título imperial), el emperador Carlos V tuvo que buscar el entendimiento con los príncipes luteranos de la liga de Esmalcalda (formada en febrero de 1531) para conseguir su apoyo contra los turcos y evitar su acercamiento a Francisco I de Francia (contra el que se estaban librando las guerras de Italia). El punto clave de la paz o tregua era el compromiso de que nadie sería condenado por sus creencias religiosas hasta la celebración de un Concilio. El resultado del acuerdo fue exitoso, y los ejércitos imperiales, con los recursos obtenidos en Alemania, consiguieron forzar la retirada de los turcos de Austria.
El principio conciliatorio de la Paz de Núremberg, basado en el compromiso de esperar a la celebración del concilio, fue confirmado, con distintos matices, por el Interim de Ratisbona (1541, más favorable a los protestantes) y el Interim de Augsburgo (1548, más favorable a los católicos); aunque los sucesivos aplazamientos y vicisitudes del concilio de Trento, que no fue aceptado por los protestantes, hicieron inviable el acuerdo dogmático. La situación posterior se alteró con la reanudación de las hostilidades que llevaron a una posición más favorable a los protestantes, que forzaron la firma de la Paz de Passau (1552). El nuevo statu quo quedó fijado con la Paz de Augsburgo (1555), que reconocía a los príncipes la potestad de imponer su religión, sin interferencias externas, a sus súbditos (principio cuius regio eius religio), reduciendo de modo evidente el poder del emperador dentro del Imperio.